# Palau Moxó
El Palau Moxó o dels marquesos de Sant Mori és un edifici situat a la plaça de sant Just de Barcelona, catalogat com a bé cultural d'interès local. El 2017, va ser venut per a transformar-lo en habitatges de luxe.

## Història
En aquest indret hi havia una casa propietat dels Castelló, llinatge que el 1651 entroncà amb els Graell pel matrimoni entre Eulàlia de Castelló i Paratge de Bellfort (1632-1710) amb Josep de Graell i Bosch de Fontarnau. A la mort de Narcís de Graell-Castelló-Paratge i d'Anglesell (1697-1769), la finca passà a mans del seu fill Francesc de Graell-Castelló-Paratge i d'Orís-Puiggener, i menys d'un any després en va encarregar la reedificació al mestre de cases Francesc Mestres i Guitart (1726-1794), que es va comprometre a fer-la per 16.800 lliures. El 1771, i per a millorar-ne la distribució, Graell va adquirir la part posterior de la finca veïna del carrer de la Dagueria a Teresa, vídua del daguer Francesc Maseras, Josepa Maseras, esposa del daguer Joan Ordines, i al seu fill Josep Ordines i Maseras, soldat de la companyia reial de guardaboscos, per 2.000 lliures, el que va suposar un augment del cost total de les obres.
Francesc de Graell va morir el 1775 sense descendència, i el palau va passar a mans de la seva germana Josepa, casada amb Francesc Bonaventura de Moxó i Ninot, baró de Montcortès. El palau passà successivament a Francesc Maria de Moxó i Graell, Dídac de Moxó i de Vilallonga (1816-1875) i Dídac de Moxó i Cerdà (1857-1926), casat amb Mercè de Sentmenat i Patiño, que el 1893 va rebre el títol de marquesa de Sant Mori. Va ser succeït pel seu fill Francesc de Moxó i Sentmenat (1879-1920), i aquest pel seu fill Antoni de Moxó i Güell (1912-1977), segon marquès de Sant Mori. El darrer propietari de la família va ser el seu fill Francesc d'Assís de Moxó i Alonso-Martínez, desè baró de Montcortès i tercer marquès de Sant Mori, tot i que la seva germana Agnès hi va viure a les estances privades fins a la venda del palau el 2017. Com que l'Ajuntament de Barcelona no hi va exercir el seu dret de tanteig, va passar a mans de l'empresari mexicà Eduardo Rallón, que l'ha transformat en habitatges de luxe.
L'octubre del 2018, el mobiliari va ser subhastat a Sevilla, i entre les obres hi havia un excepcional retaule del segle xvi dedicat a la Mare de Déu de l'Anunciació, que els Moxó hi havien traslladat des del castell de Montcortès, propietat de la família. Gràcies a una fotografia del 1934, se sap que ja era en un dels salons des d'abans de la Guerra Civil. Posteriorment, va ser traslladat al vestíbul de la planta noble, i era la primera obra que contemplaven els visitants del palau. L'especialista en pintura gòtica Albert Velasco, conservador del Museu de Lleida, ha comprovat que el retaule (que els Moxó identificaven com del mestre de Cérvoles) és en realitat obra del pintor Joan Pau Guardiola «Joanot de Pau», amb producció documentada entre el 1500 i el 1548 a les terres de Lleida i amb la particularitat que era sordmut de naixement, tal com reflecteixen els textos de l’època localitzats a Cervera.

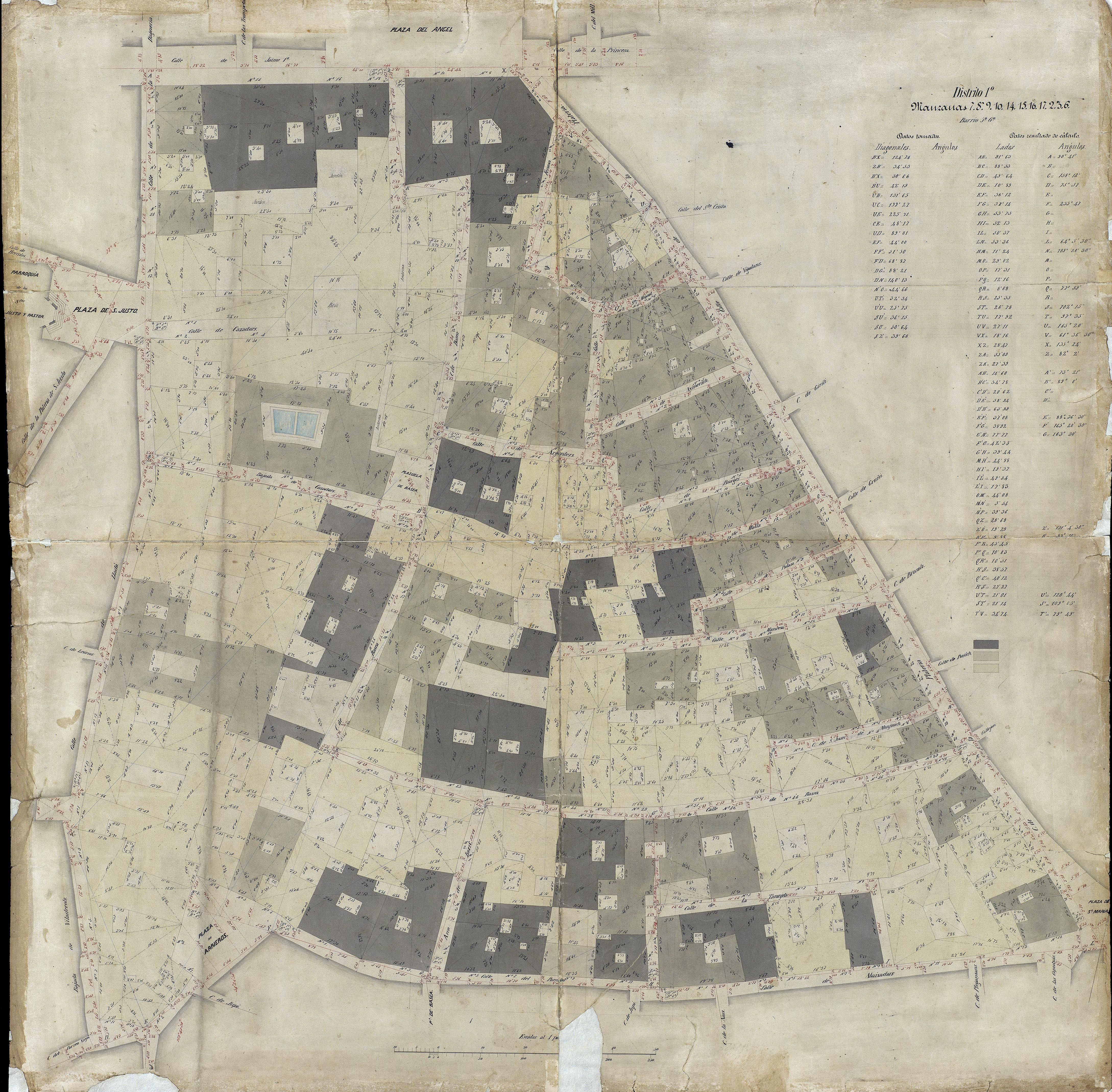
Quarteró núm. 16 de Garriga i Roca (c. 1860)

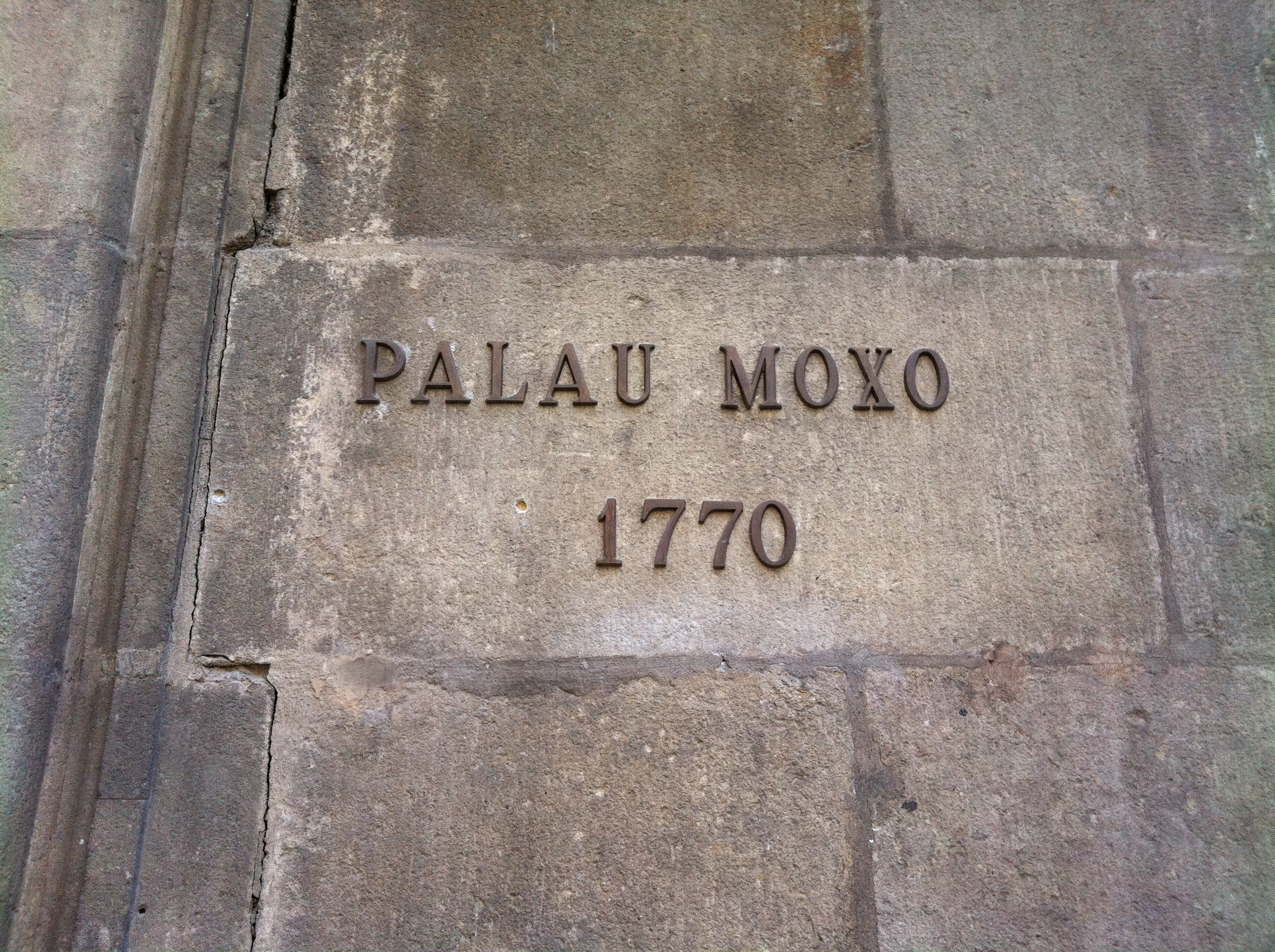
Rètol a la façana

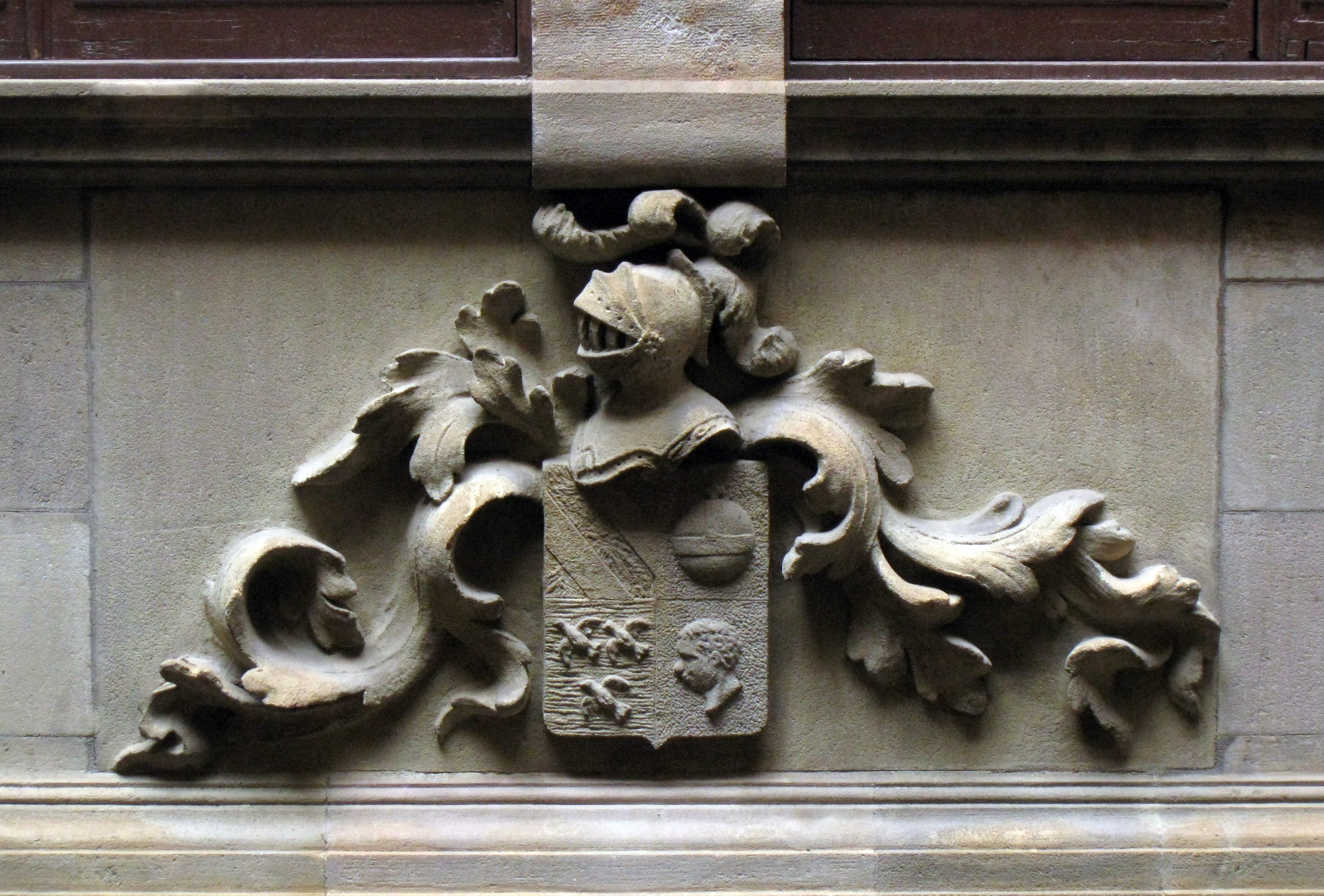
Escut de la família, a la llar de foc de la biblioteca

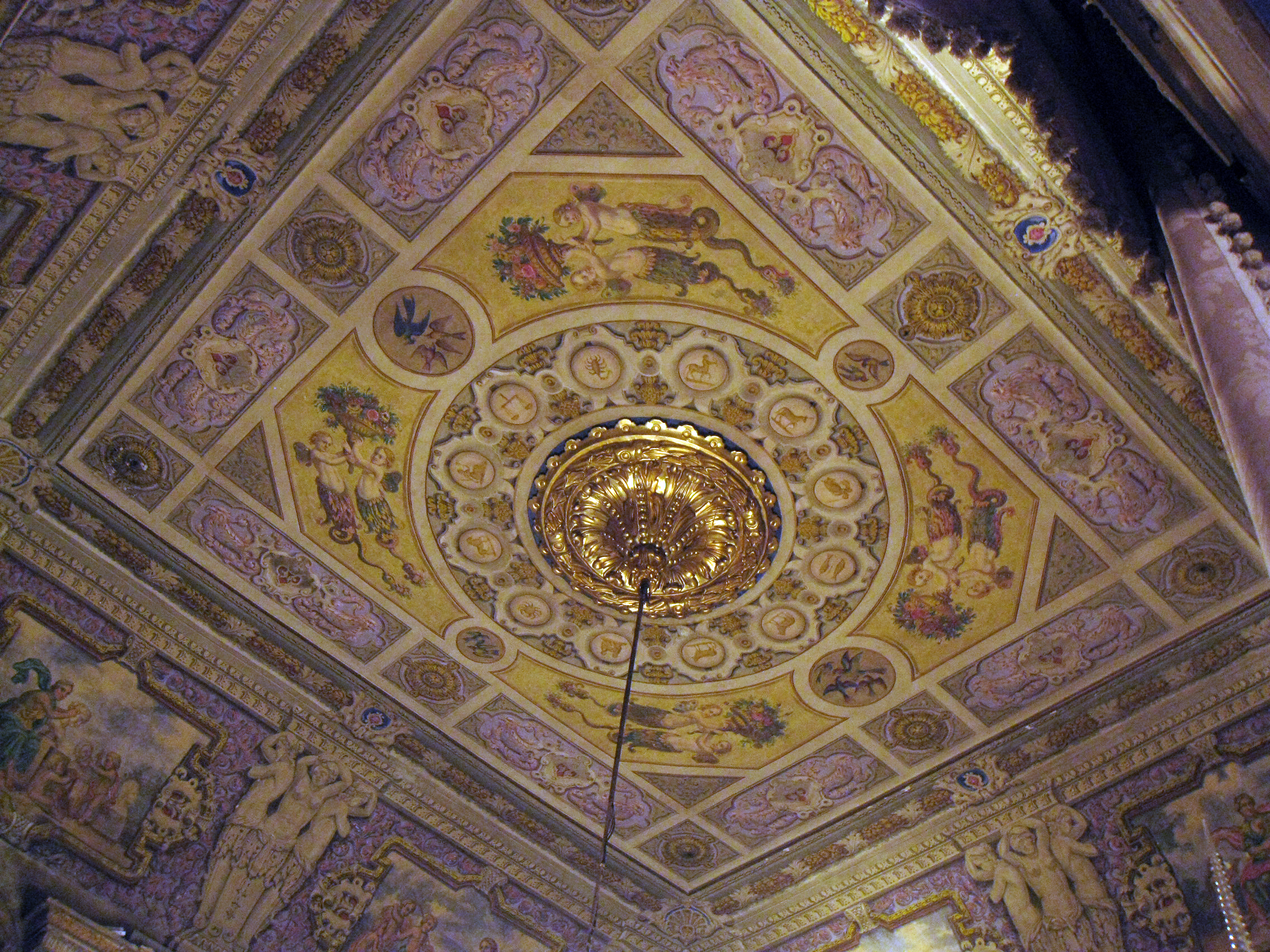
Sostre del saló Sant Mori

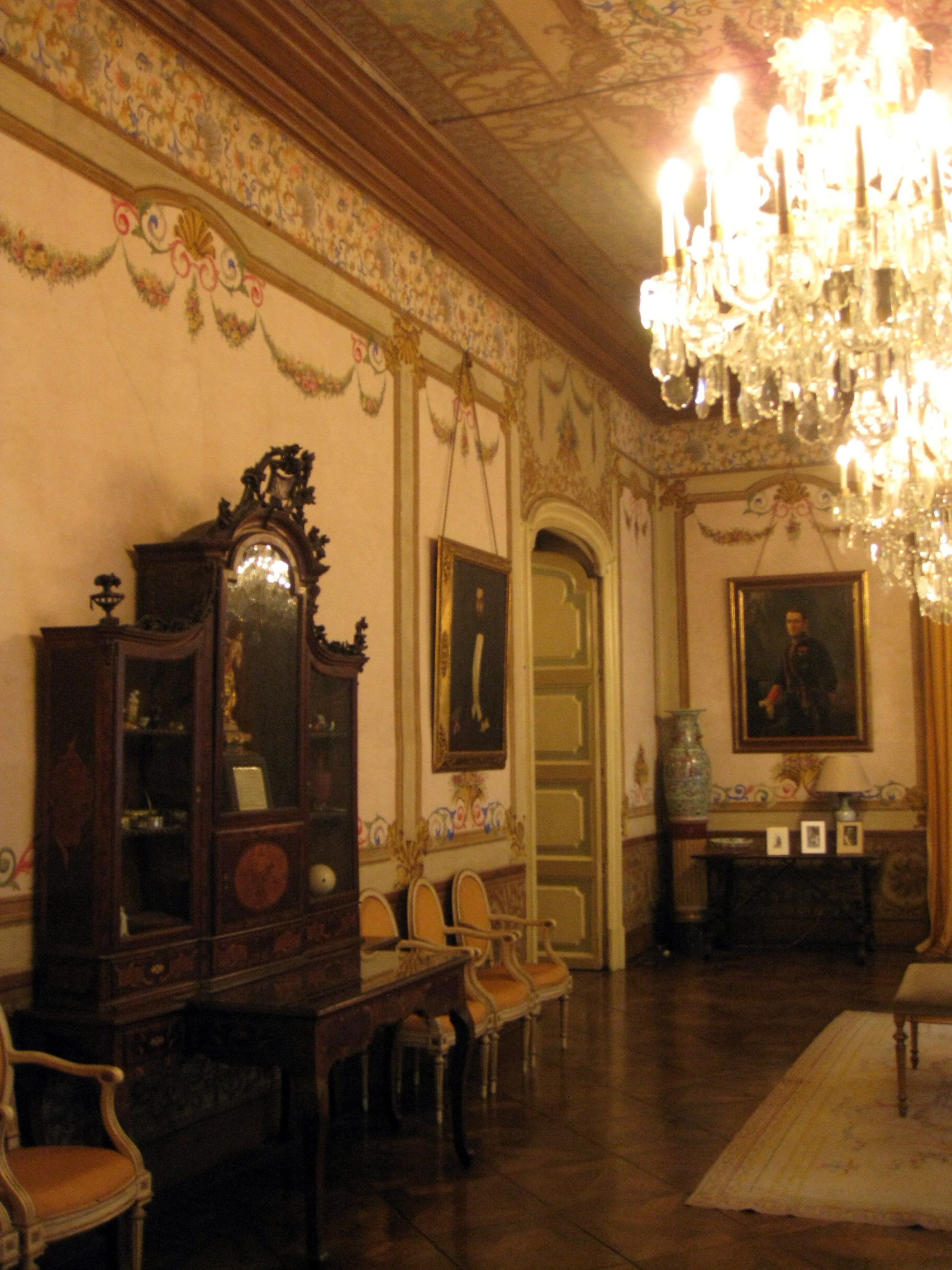
Saló Montcortés

## Descripció
Disposa de planta baixa, entresòl, planta noble o pis principal i dos pisos més, tot cobert amb un coberta de vessants i terrat pla transitable a la banda del carrer del Bisbe Caçador. L'accés principal es realitza a través de la gran portalada situada al tram central del pany inferior de la façana oberta a la plaça de Sant Just, a la dreta de la qual es disposa una altra obertura corresponent a l'accés al local comercial que fa cantonada amb el carrer del Bisbe Caçador. La portalada d'accés es configura com un arc escarser adovellat de pedra que dona pas a un vestíbul doble, cobert amb dos trams de volta de maó de pla que s'obre al gran pati descobert.
Les estances del palau s'organitzen al voltant d'un pati descobert, que és un dels elements més emblemàtics i funciona com a vertebrador de la planta baixa, on es troben les antigues cavallerisses, cobertes amb voltes de maó, i on encara es conserva un arc adovellat de pedra tapiat, que molt probablement hauria format part de la planta baixa de l'antic palau Caçador.
L'escala noble de tres trams és un dels millors exemples d'escala barroca coberta de la ciutat. A diferència de solucions similars de cronologies anteriors, l'escala queda totalment protegida de les inclemències del temps gràcies a uns trams de volta d'aresta rampant que es recolzen sobre de columnes d'ordre toscà. L'escala mena al pis principal o planta noble, el qual obre algunes dependències al pati a través d'una galeria d'arcs de mig punt amb columnes d'ordre toscà, desenvolupada en tres de les seves façanes. Hi ha una cornisa que separa la planta noble respecte de la resta de pisos (primer i segon), els quals s'obren al pati a través de finestres i ulls de bou.
Dins de la planta noble, hi ha un vestíbul que organitza l'accés d'una banda, cap a la biblioteca, un pati elevat i un saló, emplaçats cap a la banda del carrer del Bisbe Caçador i d'altra a les estances organitzades al voltant del pati descobert i obertes a la façana de la plaça de sant Just.
La biblioteca va ser construïda al segle xix, a l'espai on hi havia originàriament la cuina. Es tracta d'una sala de planta rectangular, obert al pati elevat i presidida per una xemeneia de marbre blanc amb l'escut de la família, amb un llenç on es representa sant Ignasi de Loiola (que es diu que hi va fer un miracle) i l'escut de Navarra.
El saló Sant Mori és el gran saló de la casa, amb uns 73 m² de superfície i cobert amb un magnífic sostre de pintat de temàtica al·legòrica que diuen, va ser un regal de boda. El sostre va ser construït molt probablement al segle xviii, tal com es desprèn de la seva decoració respectant els ulls de bou que s'obren a la façana de la plaça. Es tracta d'un cel ras emmarcat per unes motllures on es representa una rosassa central on es disposa el plafó del qual penja una aranya de cristall de Baccarat que es completa amb altres adossades a les parets. A la zona de les escòcies del sostre es representen nombroses escenes al·legòriques que representen el zodíac, les arts i les estacions de l'any. Destaca d'aquest saló el piano de cua Érard de París i una consola de fusta daurada amb mirall. Aquest espai tenia les parets tapissades amb seda amb motius florals, portada de les Filipines, però que a conseqüència del seu mal estat i la impossibilitat de poder reemplaçar les parts danyades amb la mateixa tela, es va substituir a la darrera intervenció a l'edifici.
El saló Montcortés és l'espai contigu al saló Sant Mori. Es tracta d'una estança rectangular oberta a la plaça de Sant Just amb grans finestrals que donen a balcons. Les parets estan decorades amb sanefes de motius vegetals i motllurats daurats dels quals pengen garlandes. Aquest programa decoratiu es complementa amb el sostre que reprodueix els mateixos motius ornamentals. La sala es troba presidida per una llar de foc de marbre i conserva bona part del mobiliari original com llums, mobles i gerros orientals.
Al costat del saló es troba l'estança destinada a dormitori noble de la casa. Es tracta d'un espai doble, ja que una estructura de fusta daurada divideix l'estança en dos parts, tot creant una mena d'avantcambra on s'obre la capella en un lateral i el dormitori pròpiament dit, on es troba el llit de fusta pintada de blanc i coronada per un dosseret. A sengles costats del llit hi havia dues portes amb fusteries daurades que donen accés als antics vestidors de la cambra. El menjador o saló Rocabertí era el menjador familiar dels Moxó, reformat molt probablement al segle xix, tal com es dedueix de la tipologia de la galeria amb arcuacions i mitges columnes adossades oberta al pati descobert de la finca. Cal destacar la llar de foc de fusta i marbre, amb unes pilastres corínties de fust estriat, de clara inspiració neoclassicista. La sala està coberta amb un sostre de fusta motllurat i daurat del qual en pengen unes aranyes de cristall. Les parets estan decorades amb nombrosos quadres, entre els quals destaca una pintura italiana del segle xvi. Al centre de l'estança es disposa una taula de fusta d'erable d'inspiració anglesa amb cadires a joc.
La finca té, com moltes de les grans cases barroques, d'un pati al nivell del primer pis al que s'obren algunes de les estances. En aquest cas, la façana que no disposa d'obertures al nivell inferior, presenta una decoració amb esgrafiats que reprodueixen unes arcuacions amb columnes d'ordre corinti i al centre dels quals (a la llum de l'arc) es disposen uns elements decoratius amb marcs florals que envolten uns caps femenins i masculins que es combinen de front i perfil.